# Bait Dschala
Bait Dschala (arabisch بيت جالا, DMG Bait Ǧālā, hocharabisch Bait Dschālā, palästinensisch-arabisch Bēt Dschālā, auch als Beit Jala transkribiert) ist eine Stadt in den Palästinensischen Autonomiegebieten im Westjordanland mit knapp 12.000 mehrheitlich christlichen Einwohnern. Sie liegt auf einem Abhang auf durchschnittlich 758 m, zehn Kilometer südlich von Jerusalem und zwei Kilometer von Bethlehem, auf der westlichen Seite der Hebronstraße.
Wie in Bethlehem, Jerusalem und anderen für Christen bedeutenden Orten im „Heiligen Land“ befinden sich in Bait Dschala Schulen mehrerer christlicher Konfessionen. Bait Dschalas Ortsbild wird von zwei Moscheen und sechs Kirchen geprägt. Die wichtigste Kirche ist die griechisch-orthodoxe Kirche St. Nikolaus, die älteste ebenfalls orthodoxe Kirche ist der Heiligen Jungfrau Maria geweiht. 

## Geschichte
Auf die Aktivitäten deutscher Missionare seit 1845 geht die Gründung einer lutherischen Gemeinde in Bait Jala zurück. Die Reformationskirche wurde im Jahr 1886 eingeweiht. 1853 entstand eine Gemeinde und 1854 eine Schule des Lateinischen Patriarchats von Jerusalem in dem aus rund 3000 griechisch-orthodoxen Christen bestehenden Ort. 1864 gründete der katholische Mönch Antoine Belloni ein Waisenhaus für Knaben. 1904 waren laut einer Zählung des griechisch-orthodoxen Patriarchats von den Christen in Bait Dschala 4340 griechisch-orthodox. Um 1850 gründete der Schweizer Missionar Samuel Gobat eine lutherisch-anglikanische Schule, die ab 1886 von den Lutheranern geführt wurde. Eine 1858 gegründete Mädchenschule gehörte der russischen Kaiserlich Orthodoxen Palästina-Gesellschaft an. Diese hatten als Schutzmacht der griechisch-orthodoxen Christen zuvor erreicht, dass eine von den Franziskanern geführte proselytische Schule per Ferman schließen musste. Dennoch gab es viele Übertritte von der griechischen zur lateinischen Kirche. Bis 1880 war die Zahl der Lateinischen auf rund 600 gestiegen. Das Waisenhaus hatte nun über 200 Schüler. 1890 eröffnete das Lehrerinnenseminar der Maskob-Schulen, auch dieses gehörte zum russischen Schul- und Kirchengelände.
Im Ersten Weltkrieg verließen unter dem Druck der Ereignisse an der Palästinafront zahlreiche Menschen das Land. In Mittel- und Südamerika sollen mehr als 70.000 vor allem christliche Personen leben, deren Familien aus Bait Dschala stammen. So wanderte der Großvater der Schriftstellerin Lina Meruane um etwa 1915 nach Chile aus. Ab 1924 verweigerte die britische Mandatsmacht vielen Auswanderern die beabsichtigte Rückkehr.
1936 wurde auch das Priesterseminar des Lateinischen Patriarchats von Jerusalem nach Bait Dschala verlegt. 2011 beherbergte es 28 Seminaristen. Drei Viertel der Studenten, die ein neunjähriges Studium mit Vorbereitungsjahr durchlaufen, kamen 2011 aus Jordanien. Zum Ausbildungsprogramm des Seminars gehören auch Islamwissenschaft und Judaistik. 2011 stand es unter der Leitung von Louis Hazboun.
Der UN-Teilungsplan für Palästina vom 1947 sah Beit Jala zusammen mit Jerusalem und Bethlehem als Teil des Corpus separatum von Jerusalem vor. Die 1950 eröffnete evangelisch-lutherische Schule Talitha Kumi wird vom Berliner Missionswerk in Zusammenarbeit mit der Evangelisch-Lutherischen Kirche in Jordanien und im Heiligen Land betrieben. 55 % der Kinder Bait Dschalas besuchen private, 45 % öffentliche Schulen. 1964 folgte die Gründung der Katholischen Universität durch Papst Paul VI. Die politische Lage verzögerte ihre Eröffnung bis 1973. Ihre Leitung wurde den Schulbrüdern anvertraut. Im Jahr 2016/2017 hatte die Universität etwas über 3000 Studierende, davon waren rund 70 % Muslime.
Der christliche Bürgermeister von Bait Dschala nahm 1977 als Mitglied der israelischen Empfangsdelegation in Lod am Besuch des ägyptischen Staatschefs Anwar as-Sadat teil. Die meisten Palästinenser reagierten negativ auf den Besuch, den sie als einen Verrat an ihrer Sache auffassten. In den Blickpunkt des internationalen Interesses rückte Bait Dschala erneut während der zweiten Intifada, als militante Palästinenser ab Herbst 2000 von Bait Dschala wiederholt zivile Ziele in der nahegelegenen jüdischen Siedlung Gilo in Ostjerusalem beschossen. Israel antwortete darauf mit Luftangriffen und dem Bau einer Betonmauer um Gilo. Im August 2010 wurde die Mauer von der israelischen Armee wieder abgebaut.

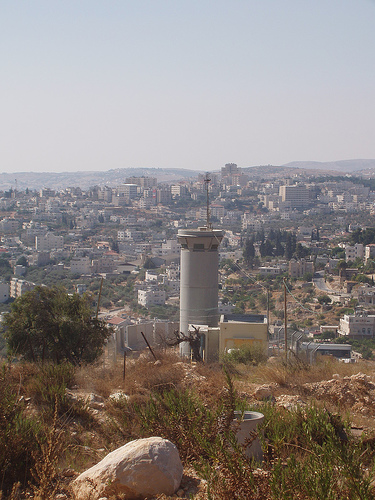
Blick von Gilo auf Bait Dschala mit einem Teil der israelischen Sperranlagen (Gilo/2005)

## Gesundheit
An Lifegate Rehabilitation, einem Rehabilitationszentrum für körperbehinderte Kinder und Jugendliche mit rund 25 Mitarbeitern, sind Diakonie und Caritas beteiligt. Weitere Gesundheitseinrichtungen im Ort sind eine Klinik der Arab Society for the Rehabilitation und ein staatliches Krankenhaus mit 113 Betten.

## Wirtschaft
Wichtigster Erwerbszweig ist die Landwirtschaft. 1400 ha Land werden bebaut, vor allem mit Oliven und Wein. Cremisan Cellars, im Salesianer Kloster Cremisan, ist die größte Weinkellerei der Gegend. Die regionale Arbeitslosenquote beträgt offiziell rund 25 %.

## Sperranlage
Nach den Plänen der israelischen Regierung soll die Sperrmauer, die die palästinensischen Gebiete von Israel trennt, das Frauen- und das Männerkloster von Bait Dschala voneinander und die Mönche von der christlichen Gemeinschaft trennen. Ebenso werden mehr als 50 Familien von ihrem Land abgeschnitten.

## Städtepartnerschaften
Bait Dschala unterhält seit 2011 Städtepartnerschaften mit Bergisch Gladbach und Jena in Deutschland.